# Nicola Sansone
Nicola Domenico Sansone (Monaco di Baviera, 10 settembre 1991) è un calciatore italiano con cittadinanza tedesca, attaccante svincolato.

## Biografia
Nato a Monaco di Baviera da genitori italiani originari di Novi Velia (in provincia di Salerno), è stato testimonial della lotta contro il cancro.

## Caratteristiche tecniche
Gioca principalmente come centrocampista di fascia o trequartista nel 4-2-3-1, o ala sinistra nel 4-3-3 e nel 3-4-2-1. La sua rapidità, abbinata a un’ottima tecnica di base, lo rende un avversario molto temibile nell’uno contro uno e abile nel fornire assist. Risulta molto pericoloso quando riesce ad accentrarsi per liberare il suo destro. Predilige servire i compagni piuttosto che concludere in prima persona, e questo ha determinato la sua non eccelsa media realizzativa. Viene molto apprezzato dai suoi allenatori per la sua dutilità tattica e per lo spirito di sacrificio, oltre che per la sua capacità di generare situazioni di superiorità numerica saltando l'uomo.

## Carriera

### Club

#### Gli inizi
Sansone inizia nella scuola calcio SV Neuperlach, quindi a undici anni entra nel settore giovanile del Bayern Monaco. Viene convocato più volte in prima squadra senza esordire. Dal 2008 al 2010 gioca 30 partite con la formazione Under-19, segnando 20 reti, e prende parte a 4 incontri della squadra riserve in 3. Liga nella seconda di queste due stagioni. Nella stagione 2010-2011 è in pianta stabile nella seconda squadra, disputando 28 partite con 2 gol all'attivo.

#### Parma, Crotone e Sassuolo
Nel 2011 passa da svincolato alla squadra italiana del Parma, che lo cede subito dopo in prestito al Crotone, in Serie B, con cui disputa 35 partite segnando 5 reti, esordendo alla terza giornata di campionato in Crotone-Juve Stabia. A completamento della stagione c'è un gol nell'unica partita in Coppa Italia della sua squadra, che perde per 4-2 il quarto turno contro il Bologna.
Nel 2012 fa così ritorno al Parma, esordendo in Serie A alla quinta giornata di campionato pareggiata per 1-1 in casa del Genoa. Segna la sua prima rete nella massima serie italiana alla nona giornata, in Torino-Parma (1-3). È particolarmente ricordato in questa stagione per aver segnato a quasi tutte le grandi, vale a dire contro Inter, Juventus, Napoli e Milan. L'8 dicembre 2013 segna la sua prima doppietta in campionato contro l'Inter (3-3).
Il 21 gennaio 2014 viene ceduto in comproprietà al Sassuolo. Il 26 gennaio fa il suo debutto con la nuova maglia nella sconfitta esterna contro il Livorno (3-1). Il 16 marzo segna la sua prima rete con la maglia del Sassuolo nella sfida vinta contro il Catania per 3-1. Il 6 aprile segna la prima doppietta con i neroverdi contro l'Atalanta. ll 19 giugno 2014 il Sassuolo comunica di aver risolto a proprio favore la compartecipazione in essere col Parma, oltre a quella di Chibsah.

#### Villarreal

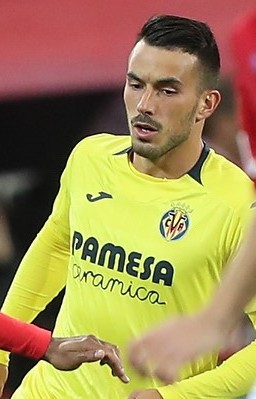
Sansone con la maglia del Villarreal

Il 7 agosto 2016 viene comunicata la sua cessione a titolo definitivo al Villarreal per circa 14 milioni di euro.
Il 10 settembre 2016, nella gara Malaga-Villarreal, valevole per la terza giornata del campionato spagnolo, mette a segno il gol del definitivo 0-2, sua prima rete in Primera División. Il 18 settembre realizza entrambi i gol nella partita vinta 2-1 contro la Real Sociedad, il secondo dei quali con un tiro da 52 metri. Il 5 novembre 2017 corona la sua cinquantesima presenza con la maglia del club con una doppietta ai danni del Málaga.

#### Bologna
Il 4 gennaio 2019 viene ufficializzato il suo passaggio al Bologna in prestito con obbligo di riscatto fissato a 9 milioni. Il 12 gennaio debutta con i felsinei giocando da titolare la sfida di Coppa Italia contro la Juventus (0-2) Il 18 febbraio segna il primo gol con i rossoblù, allo stadio Olimpico contro la Roma, nella partita persa per 2-1. Il 6 giugno il Bologna comunica di averlo riscattato.
Alla fine dalla stagione 2022-2023 rimane svincolato in seguito al mancato rinnovo del proprio contratto con il Bologna.

#### Lecce
L'11 settembre 2023 viene ingaggiato a parametro zero dal Lecce, con cui firma un contratto biennale. Esordisce con i salentini il 22 settembre, subentrando nel secondo tempo della partita casalinga vinta per 1-0 contro il Genoa. L'11 novembre segna la prima rete con i salentini, nel pareggio casalingo contro il Milan (2-2).

### Nazionale
Sansone ha vestito la maglia della nazionale azzurra fin dall'Under-17, ottenendo presenze anche con tutte le successive selezioni. Esordisce nel 2007 giocando un doppio incontro in un’amichevole contro l’Ucraina con l'Under-17, mentre due anni dopo gioca la sua unica partita con l'Under-18 contro la Danimarca, segnando anche un gol.
Nel biennio 2009-2010 fa parte dell'Under-19, con cui assomma 6 presenze segnando un gol. Nel 2012 esordisce prima con la formazione Under-20 contro la Germania, e in seguito con la massima rappresentanza giovanile, l'Under-21.
Il 28 maggio 2013 il CT Devis Mangia lo convoca per il campionato europeo Under-21 disputatosi in Israele.
Partecipa per la prima volta ad uno stage con la nazionale maggiore dal 2 al 4 giugno 2015 a Coverciano; il raduno viene organizzato dal CT Antonio Conte in vista della partita contro la Croazia del 12 giugno a Spalato, valevole per il sesto turno della fase a gironi delle qualificazioni al campionato europeo 2016 e della partita amichevole del 16 giugno contro il Portogallo a Ginevra, partita in cui Sansone fa il suo esordio.
Il 27 agosto 2016 viene convocato dal nuovo CT della nazionale italiana Gian Piero Ventura per le gare di qualificazione al campionato mondiale di Russia 2018. Il 9 ottobre torna in campo al posto di Federico Bernardeschi, subentratogli al 64' nel match contro la Macedonia del Nord a Skopje, vinta dagli azzurri per 3-2.

## Statistiche

### Presenze e reti nei club
Statistiche aggiornate al 30 dicembre 2024.
| Stagione                | Squadra                 | Campionato              | Campionato | Campionato | Coppe nazionali | Coppe nazionali | Coppe nazionali | Coppe continentali | Coppe continentali | Coppe continentali | Altre coppe | Altre coppe | Altre coppe | Totale | Totale |
| Stagione                | Squadra                 | Comp                    | Pres       | Reti       | Comp            | Pres            | Reti            | Comp               | Pres               | Reti               | Comp        | Pres        | Reti        | Pres   | Reti   |
| ----------------------- | ----------------------- | ----------------------- | ---------- | ---------- | --------------- | --------------- | --------------- | ------------------ | ------------------ | ------------------ | ----------- | ----------- | ----------- | ------ | ------ |
| 2009-2010               | Bayern Monaco II        | 3L                      | 4          | 0          | -               | -               | -               | -                  | -                  | -                  |             | -           | -           | 4      | 0      |
| 2010-2011               | Bayern Monaco II        | 3L                      | 28         | 2          | -               | -               | -               | -                  | -                  | -                  |             | -           | -           | 28     | 2      |
| Totale Bayern Monaco II | Totale Bayern Monaco II | Totale Bayern Monaco II | 32         | 2          |                 | -               | -               |                    | -                  | -                  |             | -           | -           | 32     | 2      |
| 2011-2012               | Crotone                 | B                       | 35         | 5          | CI              | 1               | 1               | -                  | -                  | -                  | -           | -           | -           | 36     | 6      |
| 2012-2013               | Parma                   | A                       | 26         | 6          | CI              | 0               | 0               | -                  | -                  | -                  | -           | -           | -           | 26     | 6      |
| 2013-gen. 2014          | Parma                   | A                       | 17         | 2          | CI              | 2               | 0               | -                  | -                  | -                  | -           | -           | -           | 19     | 2      |
| Totale Parma            | Totale Parma            | Totale Parma            | 43         | 8          |                 | 2               | 0               |                    | -                  | -                  |             | -           | -           | 45     | 8      |
| gen.-giu. 2014          | Sassuolo                | A                       | 12         | 5          | CI              | 0               | 0               | -                  | -                  | -                  | -           | -           | -           | 12     | 5      |
| 2014-2015               | Sassuolo                | A                       | 35         | 5          | CI              | 2               | 3               | -                  | -                  | -                  | -           | -           | -           | 37     | 8      |
| 2015-2016               | Sassuolo                | A                       | 37         | 7          | CI              | 1               | 0               | -                  | -                  | -                  | -           | -           | -           | 38     | 7      |
| lug.-ago. 2016          | Sassuolo                | A                       | 0          | 0          | CI              | 0               | 0               | UEL                | 2                  | 0                  | -           | -           | -           | 2      | 0      |
| Totale Sassuolo         | Totale Sassuolo         | Totale Sassuolo         | 84         | 17         |                 | 3               | 3               |                    | 2                  | 0                  |             | -           | -           | 89     | 20     |
| ago. 2016-2017          | Villareal               | PD                      | 32         | 8          | CR              | 4               | 0               | UEL                | 6                  | 1                  | -           | -           | -           | 42     | 9      |
| 2017-2018               | Villareal               | PD                      | 18         | 5          | CR              | 1               | 0               | UEL                | 3                  | 1                  | -           | -           | -           | 22     | 6      |
| 2018-gen. 2019          | Villareal               | PD                      | 3          | 1          | CR              | 1               | 0               | UEL                | 3                  | 0                  | -           | -           | -           | 7      | 1      |
| Totale Villareal        | Totale Villareal        | Totale Villareal        | 53         | 14         | -               | 6               | 0               | -                  | 12                 | 2                  | -           | -           | -           | 71     | 16     |
| gen.-giu. 2019          | Bologna                 | A                       | 15         | 2          | CI              | 1               | 0               | -                  | -                  | -                  | -           | -           | -           | 16     | 2      |
| 2019-2020               | Bologna                 | A                       | 33         | 4          | CI              | 1               | 0               | -                  | -                  | -                  | -           | -           | -           | 34     | 4      |
| 2020-2021               | Bologna                 | A                       | 26         | 2          | CI              | 2               | 0               | -                  | -                  | -                  | -           | -           | -           | 28     | 2      |
| 2021-2022               | Bologna                 | A                       | 27         | 2          | CI              | 0               | 0               | -                  | -                  | -                  | -           | -           | -           | 27     | 2      |
| 2022-2023               | Bologna                 | A                       | 18         | 4          | CI              | 2               | 1               | -                  | -                  | -                  | -           | -           | -           | 20     | 5      |
| Totale Bologna          | Totale Bologna          | Totale Bologna          | 119        | 14         |                 | 6               | 1               |                    | -                  | -                  |             | -           | -           | 125    | 15     |
| set. 2023-2024          | Lecce                   | A                       | 25         | 2          | CI              | 1               | 0               | -                  | -                  | -                  | -           | -           | -           | 26     | 2      |
| 2024-2025               | Lecce                   | A                       | 5          | 0          | CI              | -               | -               | -                  | -                  | -                  | -           | -           | -           | 5      | 0      |
| Totale Lecce            | Totale Lecce            | Totale Lecce            | 30         | 2          |                 | 1               | 0               |                    | -                  | -                  |             | -           | -           | 31     | 2      |
| Totale carriera         | Totale carriera         | Totale carriera         | 396        | 62         |                 | 19              | 5               |                    | 14                 | 2                  |             | -           | -           | 428    | 69     |

### Cronologia presenze e reti in nazionale
| Cronologia completa delle presenze e delle reti in nazionale ― Italia | Cronologia completa delle presenze e delle reti in nazionale ― Italia | Cronologia completa delle presenze e delle reti in nazionale ― Italia | Cronologia completa delle presenze e delle reti in nazionale ― Italia | Cronologia completa delle presenze e delle reti in nazionale ― Italia | Cronologia completa delle presenze e delle reti in nazionale ― Italia | Cronologia completa delle presenze e delle reti in nazionale ― Italia | Cronologia completa delle presenze e delle reti in nazionale ― Italia |
| Data                                                                  | Città                                                                 | In casa                                                               | Risultato                                                             | Ospiti                                                                | Competizione                                                          | Reti                                                                  | Note                                                                  |
| --------------------------------------------------------------------- | --------------------------------------------------------------------- | --------------------------------------------------------------------- | --------------------------------------------------------------------- | --------------------------------------------------------------------- | --------------------------------------------------------------------- | --------------------------------------------------------------------- | --------------------------------------------------------------------- |
| 16-6-2015                                                             | Ginevra                                                               | Italia                                                                | 0 – 1                                                                 | Portogallo                                                            | Amichevole                                                            | -                                                                     | 68’                                                                   |
| 9-10-2016                                                             | Skopje                                                                | Macedonia                                                             | 2 – 3                                                                 | Italia                                                                | Qual. Mondiali 2018                                                   | -                                                                     | 64’                                                                   |
| 15-11-2016                                                            | Milano                                                                | Italia                                                                | 0 – 0                                                                 | Germania                                                              | Amichevole                                                            | -                                                                     | 88’                                                                   |
| Totale                                                                |                                                                       | Presenze                                                              | 3                                                                     |                                                                       | Reti                                                                  | 0                                                                     |                                                                       |